# Friedrich Nyffenegger
Friedrich Ernst «Fritz» Nyffenegger (* 6. November 1936; † 28. August 2011 in Locarno; heimatberechtigt in Oberthal und Oberhofen am Thunersee) war Oberst im Generalstab der Schweizer Armee.
Wegen finanzieller Unregelmässigkeiten bei den Feierlichkeiten zum 50. Jahrestag der Mobilmachung der Schweizer Armee 1989 (sog. Diamant-Feiern) sowie wegen verschwundener Geheimdaten stand Nyffenegger im Mittelpunkt eines Skandals. Nach Anklageerhebung durch Bundesanwältin Carla Del Ponte wurde er am 29. Oktober 1999 vom Bundesstrafgericht in Lausanne wegen mehrfacher Veruntreuung, Urkundenfälschung im Amt sowie mehrfachen Betrugs zu sechs Monaten Gefängnis auf Bewährung verurteilt. Am 5. Juli 2000 wurde er vom Militärappellationsgericht wegen Verletzung militärischer Geheimnisse zu vier Monaten bedingt verurteilt.
Eine vom damaligen Bundesrat Adolf Ogi, Vorsteher des Eidgenössischen Militärdepartements (EMD), in Auftrag gegebene Untersuchung ergab 1996, dass «fehlende Kontrolle und Führung durch die Vorgesetzten» die Affäre Nyffenegger mitverursacht hatten. Der seinerzeitige Generalstabschef Arthur Liener zog die Konsequenzen und trat in den vorzeitigen Ruhestand.
Nyffenegger war dreimal verheiratet und hatte vier Kinder.